# Michel Combes (astronome)
Pour les articles homonymes, voir Michel Combes et Combes.
Michel Combes est un astronome et astrophysicien français né à Saint-Malo le 2 juillet 1939 et mort au Kremlin-Bicêtre le 9 mars 2017.

## Biographie
Michel Combes fait ses études à l’Institut d’optique. Au début des années 1960, il intègre l’Observatoire de Paris dans le groupe de la « Caméra Électronique » dirigé par André Lallemand.
En 1969, à la suite de la rencontre avec Ichtiaque S. Rasool, du groupe d'exploration spatiale planétaire de la NASA, il participe à la création du « Groupe Planètes » à l'Observatoire de Paris, qui va jouer un rôle majeur dans l’essor de la planétologie en France. Ce groupe est d'abord hébergé au Département de physique solaire, transformé ensuite en DASOP.
Le goût de Michel Combes pour l'optique va le conduire à suggérer des innovations technologiques pour les instruments de mesure. Il propose notamment, avec James Lequeux, des solutions instrumentales novatrices pour le télescope Canada-France-Hawaii, qui ne sont pas acceptées.
En 1973, il organise une expédition en Afrique du Sud pour analyser la structure thermique de la stratosphère de Jupiter pendant l’occultation de l’étoile Beta Scorpii par Jupiter.
Dans le même temps il met au point l'instrument ROMEO I, spectromètre à transformée de Fourier dans l’infrarouge thermique pour l’analyse spectroscopique de Jupiter. D'abord embarqué sur Kuiper Airborne Observatory, en 1973, l'instrument est monté par la suite sur le télescope de 2,20m de l’Université de Hawaii et sur le télescope de 3,6 mètres de l'ESO à La Silla.
Michel Combes met ensuite au point ROMEO II, installé à La Silla au début des années 1980. Cet instrument sert à déterminer la composition de l’atmosphère de Jupiter et à préciser le modèle de formation des planètes.
La décennie 1980 est celle d'une nouvelle apparition de la comète de Halley. Michel Combes propose avec Tobias Owen, aux Etats-Unis, et Vassili Moroz, en URSS, à Moscou, d'observer l’émission des comètes dans l’infrarouge proche. Le « groupe Planètes » rejoint alors le DESPA (Département de Recherche Spatiale de l'Observatoire de Paris-Meudon), dirigé par Jean-Louis Steinberg. Michel Combes est le responsable scientifique du groupe qui va réaliser le nouvel instrument de mesure, le spectromètre infrarouge « IKS » lancé sur les sondes soviétiques Vega 1 et Vega 2.
Il prend au milieu des années 1980 la direction du DESPA, qui incorpore le groupe « Infrarouge spatial ». Le département va réaliser une des voies de la caméra à courtes longueurs d'onde ISOCAM, dans le spectre 2,5 à 17 μm, de la mission Infrared Space Observatory (ISO) de l’ESA, lancée le 17 novembre 1995.
Michel Combes étend au DESPA l'expérience IKS aux missions de sondage infrarouge planétaire. Le DESPA met au point avec l'IAS et d’autres laboratoires internationaux une filière de spectro-imageurs infrarouges. Ceux-ci sont d'abord embarqués sur des missions martiennes pour l'étude des constituants mineurs de l'atmosphère de Mars (ISM/Phobos), puis OMEGA (Observatoire pour la Minéralogie, l'Eau, la Glace et l'Activité) dans le cadre du programme Phobos russe, repris sur la mission Mars Express.
Il est nommé président de l'Observatoire de Paris en janvier 1990 à la suite du décès de Pierre Charvin. Il réforme l'établissement et crée de nouveaux départements. Après deux mandats, il quitte la direction de l'Observatoire en 1999 et revient au DESPA - qui devient le LESIA (Laboratoire d'études spatiales et d'instrumentation en astrophysique) en 2002 après sa fusion avec le DASOP - pour s'occuper du projet d'analyse des images de Titan obtenues par optique adaptative.
Michel Combes contribue jusqu'à la fin de sa vie aux activités de l’équipe d’histoire des sciences aux côtés de Jean Eisenstadt.
Il est enterré à Saint-Malo le 18 mars 2017.

## Hommage
Son nom a été donné en 1999 à un astéroïde, (7389) Michelcombes, découvert en 1982.

## Publication
- Jean Eisenstaedt et Michel Combes, « Arago et la vitesse de la lumière (1806-1810), un manuscrit inédit, une nouvelle analyse », Revue d'histoire des sciences, t. 64,‎ janvier 2011, p. 59-120 (lire en ligne)